# Nicolas Boudeaux
Nicolas Boudeaux – wikary generalny biskupa wileńskiego, duchowny.
Członek loży wolnomularskiej Souverain Chapitre Métropolitain w Paryżu w latach 1787-1788, przedstawiciel Wielkiego Wschodu  Królestwa Polskiego i Wielkiego Księstwa Litewskiego przy Wielkim Wschodzie Francji w 1788 roku.